# 指林寺大殿
指林寺位于云南省红河哈尼族彝族自治州建水县臨安鎮文廟社區，始建于元元贞年间，明清以降多次扩建重修。寺坐南向北，原有山门、大殿、后殿、两塔、牌坊等，现仅存大殿及牌坊。

大殿建于元元贞二年 （1296年）。通面阔23.1米，通进深21米，抬梁式木构，重檐歇山。下檐六铺作重栱计心，上檐六铺作。抹角梁上有两根大跨度横向长梁，以负纵向各缝梁架，仰视状若覆斗。殿内残存有壁画两幅，东壁为“佛母大孔雀明王”，西壁为“供养礼佛图”。

牌坊位于大殿月台之前，面阔8米，高约7米。石砌须弥座上，雕麒麟一对，麒麟背上各有石刻仙人一个。牌坊单檐歇山，檐下如意斗栱。悬匾额，楷书“第一山”。